# Портер, Дэйв
Дэ́йв По́ртер (англ. Dave Porter) — американский композитор, более известный как создатель музыки к сериалу «Во все тяжкие». Изучал классическую и электронную музыку в Колледже Сары Лоуренс. Выиграл премию Американского общества композиторов, авторов и издателей за свою работу в сериале Во все тяжкие. Брайан Крэнстон, игравший в сериале одного из главных героев Уолтера Уайта, сказал

Своей музыкой Дэйв Портер создаёт другого персонажа Breaking Bad. Восхитительная и многозначительная, работа Дэйва является существенной частью для рассказа истории.
Оригинальный текст (англ.)With his music, Dave Porter has created another character for Breaking Bad. Evocative and meaningful, Dave's work is an essential part of the storytelling.

Портер заявил, что влияние на музыку сериала было сформировано от дискуссии с Винсом Гиллиганом, создателем сериала, вокруг аспектов пост-модернистского вестерна в шоу.
Для заключительных эпизодов сериала, Портер создал четыре музыкальных заглавных тем, которые были созданы на основе музыкальных тем предыдущих сезонов.
На данный момент Портер работает над сериалом NBC Чёрный список, а также над приквелом сериала Во все тяжкие Лучше звоните Солу.
Портер женат на женщине по имени Джинин, воспитывает сына.

## Дискография
| Breaking Bad: Original Score From The Television Series          | - Релиз: 28 августа, 2012 - Лейбл: Madison Gate Records - Формат: CD, Винил, digital download  |
| Breaking Bad: Original Score From The Television Series Volume 2 | - Релиз: 22 сентября, 2013 - Лейбл: Madison Gate Records - Формат: CD, Винил, digital download |